# Steve Fisher (wielrenner)
Steve Fisher (Lynnwood, 22 juni 1990) is een Amerikaans wielrenner die anno 2018 rijdt voor Jelly Belly p/b Maxxis.

## Carrière
Zowel in 2012 als in 2013 won Fisher de Tour de Delta, maar enkel de tweede keer stond de wedstrijd op de UCI-kalender. In 2017 won hij de eerste etappe van de Grote Prijs van Saguenay, door Guillaume Boivin en Ulises Castillo te verslaan in een sprint met een kleine groep. Uiteindelijk zou hij ook het eindklassement winnen.

## Overwinningen
2013
Tour de Delta
2017
1e etappe Grote Prijs van Saguenay
Eind- en puntenklassement Grote Prijs van Saguenay

## Ploegen
- 2014 –  Jelly Belly p/b Maxxis
- 2015 –  Jelly Belly p/b Maxxis
- 2017 –  Hangar 15 Bicycles[1]
- 2018 –  Jelly Belly p/b Maxxis

Burke · Castillo · Corella · Fisher · Jorgenson · McGeough · Rathe · Sheehan · Shelden · Swirbul · White · Wolfe